# Bufan
Bufeni (sau țăreni, bribeți) e denumirea dată de bănățeni, oltenilor ce au emigrat în Banat, primele date despre aceste migrații fac referire la anii 1641-1646, în perioada în care Banatul se afla sub ocupația turcească. Aceștia se stabilesc în special pe teritoriul actualului județ Caraș-Severin, aici înființează satele Bocșa Montană, Ocna de Fier, Reșița Montană, Văliug, Dognecea, Oravița Montană, Boșneag și se stabilesc printre altele și în Dubova, Pescari-Coronini, Moldova Nouă, Sasca Montană, Bocsa Română, Cărbunari, Stinapari, Padina Matei. 
În actualul județ Timiș, bufenii se stabilesc de asemenea în numeroase localități, Cronica Parohială a satului Boldur notează pentru anul 1739 faptul că "acest sat este format din două grupuri: români neaoși (frătuți) și din munteni, sau bufeni, coloniști veniți din Muntenia, după care și satul este recunoscut și împărțit în două districte: al Muntenilor și al Frătuților”, rezultând boldurenii, bufenii s-au răspândit până la actuala graniță de vest a României unde înființează localitatea Comloșu Mare (anul 1734 consemnând o migratie în masă din regiunea Olteniei, din zona Craiovei, Slatinei și Polovragilor, după cum reiese și din diploma comemorativă "200 de ani de la venirea oltenilor în Comloș", 1734-1934.) alții s-au stabilit în partea Banatului sârbesc unde înființează localitățile Srediște, Straja, sau chiar în Timac (Timok).
Odată cu ocuparea Banatului de către turci, acestia din urmă redeschid minele abandonate, aducând mână de lucru din vechile zone miniere ale Olteniei, cum sunt: Baia de Aramă, Baia de Fier, Baia Șie și specialiști în minierit din Europa Centrală. Francesco Griselini ne informează și el că minele bănățene de aur și aramă, folosite încă de romani, au fost exploatate și de turci. Ipoteza venirii oltenilor în Banat, în această perioadă, este susținută de cronicarul Niculae Tincu Velia (1816-1867) și de scriitorul Damian Izverniceanu (1883-1935), ultimul afirmând că:
"Oltenii, judecând după întemeierea satelor, după portul lor, n-au venit toți deodată, formarea primului roi a luat naștere pe la 1646, pe timpul ocupației turcești și s-au așezat în localițătile unde erau mine vechi. Din acest an au sosit mereu în decursul timpului și ceilalți întemeind sate noi."
Nicolae Tincu Velia apreciază chiar și numărul imigranților ca fiind de 13.000, aceștia venind din Oltenia între 1641-1646, din cauza vremurilor grele. Ei au lucrat aici ca tăietori de lemne, cărăuși, cărbunari și chiar mineri. O parte din cei veniți s-au așezat și pe teritoriul actuatului sat Sasca Română, pe malul râului Nera, unde condițiile de viață erau prielnice, iar minele și pădurile se găseau în apropiere. În conscripția făcută de venețianul Luigi Marsigli în 1690, satul apare cu 28 de case locuite de valahi, aceasta fiind probabil prima așezare înființată de olteni în Banat.
"Venirea acestora nu a fost sporadică și au venit în mase de 3-4000 de suflete" ne spune și istoricul oravițean Simeon Samson Moldovan.
În perioada anilor 1717-1738 a avut loc o nouă acțiune de emigrare a populației din Țara Românească spre Banat, dar și în sens invers, cauzată fiind de situațiile politice și economice mereu schimbătoare. Prizonierii luați de turci la părăsirea Banatului, s-au întors la casele lor, dar și cei nemulțumiți de stăpânirea austriacă trec în Oltenia, în speranța unei vieți mai bune și unde legile turcești erau mai permisive. In documentul Rotuls, din 13 iunie 1738, este menționat faptul că la topitoriile din Radimna (vale situată in apropierea actualului sat Cărbunari) erau aduși, sub pază turcească, lucrători din Țara Românească. Se presupune că aceștia erau prizonierii luați de otomani la părăsirea Banatului în 1717, care își răscumpărau libertatea prin muncă. Topitoriile de acolo datau, probabil, din sec. al XVII-lea, fiind construite de turci.
Odată cu înfrângerea turcilor, în Banatul aflat acum sub administrație austriacă, viața devine mai prosperă, fapt ce atrage din nou imigranți, mulți dintre ei fiind dintre cei plecați cu turcii, ori luați prizonieri în războiul din 1737–1739. În perioada 1751-1753 aceștia vin în număr tot mai mare din Oltenia, aflată sub dominație turcească și sunt repartizați de autoritați printre băștinași, beneficiind de scutire de impozit pe o durată de trei ani. Deoarece în Turcia acelor vremuri bântuiau o mulțime de boli molipsitoare, nou sosiții erau ținuți în carantină, pe timpul căreia primeau un ajutor bănesc, 3 creițari pe zi pentru un adult și de 1½ creițari pe zi pentru un copil.
Referitor la portul bufenilor comparativ cu al frătuților, Gh Jianu în capitolul "Bufenii si Frătuții" din cartea sa "Potpuriuri" publicată la Oravița în 1901, face următoarea apreciere:
"Femeile sint foarte frumoase și se îmbracă cu gust, ele poartă opreg dinapoi (nu chițele cu ciucuri ca fratuțele) și catrință dinainte, gulerul, pumnașii și poalele sunt împistrite cu băteală vânata sau neagră, unele poarta sumnă (sucnă) peste camașă (nu chimeșă ca fratuții). Bărbații sunt oameni frumoși și inteligenți, lucrători, ocupațiunea lor principală este ocnăritul, cărbunăritul, chiria (cărăușitul) și economia câmpului. Îmbrăcămintea lor diferă de a frătuților; ei poartă cămașă de bumbac lungă până peste genunchi, legată cu o curea peste mijloc, șubi albe, croite pe trup, cojoace scurte, pe cap poartă pălării și căciuli, iar frătuții poartă chimeși de fuior și laor (?) mai scurte ce se leagă cu brăciri peste mijloc, poartă șubi cu glugă și cojoace largi și lungi și adesea clăbețe de miel pe cap".
Damian Izverniceanu in cartea sa "Oltenii din Banat" (1935), ne face următoarea descriere a bufencelor:
"Femeile sunt gingașe și frumoase în portul lor național cu flori in păr sau după ureche, sint încântătoare îmbrăcate în veșmintele lor pitorești; fetele cu capul gol, tinerele neveste cu broboada roșie pe cap, cu ciupagul (cămașa) și poalele lucrate cu motive românești cu râuri de arnigiu roșu, cu șurțele și opregele confecționate de ele însăși opresc pe trecător în loc, pentru a le admira"
Despre bufeni Nicolae Iorga afirma la rândul său:
"Schimbul de populație între județ și județ, între Banatul regelui străin și Banatul Domnului românesc, a fost totdeauna foarte viu. Partea de sus a Gorjului mai ales e plină de locuitori cari s'au coborît din valea be sus a Jiiului, dar în Mehedinți trăiesc atîția Bănățeni de nastere, veniți de la "Unguri"; în schimb o întreagă parte din populația Banatului e alcătuită din acei Olteni ai secolului al XVIII.lea, cari, de altfel, au trimes prisosul unei lumi țerănești năcăjite, pe valea Timocului, până adînc în Balcani. De pe la 1740 ei s'au așezat, în număr de "vre-o 15.000 de familii" în privilegiatele regiuni de colonisare ale Coroanei habsburgice. Și unul care-i cunoaște, d. Damian Izverniceanu, spunea la 1911, că "au întemeiat sate, care, astăzi, prin frumuseță, buna rînbuială și curățenie, au întrecut satele locuitorilor băștinași, pe care Bufanii" - căci așa li se zice - "i-au poreclit frătuți". Vestitele coruri bănățene sînt ale lor mai ales, ale Bufanilor, cari au cele mai frumoase doine, cum au și case mai ospitaliere decît ale oricării alte categorii de populație în provincie."
În secolul XX migratia din Oltenia spre Banat a fost determinată în cea mai mare parte de factorii economici, repartizarea teritorială a forțelor de producție, industrializare, cooperativizarea agriculturii, cu un apogeu înregistrat în perioada 1970-1980. În această perioadǎ se remarcă mai cu seamă orientarea spre centrele urbane, cum ar fi Timișoara, Reșița.
În prezent, Timișoara rămâne o destinație preferată pentru mulți tineri din județele Olteniei, ce doresc să urmeze o formă de învățământ superior, dintre aceștia nu puțini sunt cei ce aleg orașul de pe Bega pentru a se stabili pe mai departe.

## Evenimente
În fiecare an are loc in Timișoara, "Balul Mehedințenilor" organizat de asociația "Fiii Mehedințiului", la care participă sute de persoane.

## Personalitați
- Coriolan Brediceanu, (Lugoj, 1849 - 1909) avocat și un om politic român
- Isac Ioan, pictor banatean, membru in Uniunea Artistilor Plastici din Romania (Ciclova, 1885 - 1950)